# Sojuz TMA-18M
Sojuz TMA-18M var en russisk rummission til Den Internationale Rumstation. Den blev opsendt den 2. september 2015. Den sørgede for at 12-månedersbesætningen fik en frisk Sojuzkapsel. TMA-18M blev den 127. Sojuz i rummet; den første var Sojuz 1 i 1967. Sojuz TMA-18M har NASA-betegnelsen 44S (44. Sojuz til ISS).
Rumfartøjet medbragte den danske astronaut Andreas Mogensen, der dermed blev den første dansker i rummet.

## Besætning
- Sergej Volkov (kaptajn)[4] 3. rumflyvning
- Andreas Mogensen (flymaskinist)[4] 1. rumflyvning
- Ajdyn Aimbetov (flymaskinist)[5] 1. rumflyvning

## Reserver
- Oleg Skripotjka (kaptajn)[4] 2. rumflyvning
- Thomas Pesquet (flymaskinist)[4] 1. rumflyvning
- Sergej Prokopjev (flymaskinist)[5] 1. rumflyvning

## Hjemflyvning
- Sergej Volkov (kaptajn)[4]
- Mikhail Kornijenko (flymaskinist)[4] 2. rumflyvning
- Scott Kelly (flymaskinist)[4] 4. rumflyvning

## Missionen
Missionen bragte den danske astronaut Andreas Mogensen op til den internationale rumstation. Der udførte han opgaver i et særligt program ved navn iriss.
Udover at være pilot på Sojuz TMA-18M skal Sergej Volkov også være medlem af ISS-ekspeditionerne 45 og 46. Sojuz TMA-18M afløste desuden Sojuz TMA-16M som redningskapsel.
For første gang bliver to ISS-besætningsmedlemmers (Mikhail Kornijenko og Scott Kelly) ophold udvidet til næsten et år. Det skyldes, at man vil undersøge virkningerne af langvarig vægtløshed, før en bemandet flyvning til Mars. De således frigjorte pladser i Sojuz TMA-16M og TMA-18M blev oprindelig solgt til rumturister og den europæiske rumfartsorganisation ESA. I første omgang havde sangeren Sarah Brightman købt en plads, men 13. maj 2015 meddelte hun, at hun ikke ville bruge sin plads.. Den japanske forretningsmand Satoshi Takamatsu havde bestilt en billet og trænet til rumturen som Brightmans backup, men han havde ikke nået at spare op til billetten. I stedet for kom en kasakhisk kosmonaut, der aldrig havde været i rummet før, af sted. ESA-astronauten Andreas Mogensen og Aimbetov landede efter ti dage med Sojuz TMA-16M den 12. september 2015.

## Travlhed på rumstationen
Med ankomsten af Sojuz TMA-18M var der ni mænd ombord på ISS - fire russere, to amerikanere, en japaner, en kasakher og en dansker. Det var første gang siden november 2013, at der er ni personer om bord på én gang. Dengang fik den olympiske fakkel en tur i rummet i forbindelse med vinter-OL 2014 i Sotji. Der var også tilkoblet mange rumfartøjer til ISS. Tre bemandede Sojuz-fartøjer og to ubemandede forsyningsfartøjer; et russisk Progress M-28M og et japansk Kounotori-5.

## Missionsemblemer
Missionsemblemet er tegnet af Jorge Cartes fra Madrid. Dengang han tegnede emblemet, var det meningen at den britiske sangerinde Sarah Brightman skulle flyve med Sojuz TMA-18M. Derfor er der både en G-nøgle og noder på tegningen. Da Brightman sprang fra, var det for sent at ændre symbolerne. Iriss-missionens logo er tegnet af Poul Rasmussen, og ligner et vikingeskib. Logoet for formidlingsaktiviteterne er tegnet af den 19-årige Louise Nielsen. Det forestiller Andreas Mogensen i en rumraket.

## Navnebrødre
- Sojuz 18 – 24. maj til 26. juli 1975, koblet til Saljut 4.
- Sojuz 18-1 (Sojuz 18a) – mislykket opsendelse d. 5. april 1975.
- Sojuz TM-18 – 8. januar til 9. juli 1994, koblet til Mir.
- Sojuz TMA-18 – 2. april til 25. september 2010, koblet til ISS.